# Jens Berendt
Pour les articles homonymes, voir Berendt.
Jens Behrendt, né le 13 mai 1980, est un joueur allemand de rink hockey occupant le poste d'attaquant.

## Biographie
Entre 2004 et 2009, il joue avec le SCRA Saint-Omer la première division du championnat de France après plusieurs saisons dans le championnat d'Allemagne (RSC Darmstadt). Appelé en équipe nationale allemande, il participe à plusieurs compétitions internationales : championnat du monde A et championnat d'Europe senior, junior et jeunes.

## Palmarès
2 fois champion de France (2006,2009)